# خوآن باتیستا آگوئرو
خوآن باتیستا آگوئرو (انگلیسی: Juan Bautista Agüero؛ زادهٔ ۲۴ ژوئن ۱۹۳۵ - ۲۷ دسامبر ۲۰۱۸) بازیکن فوتبال اهل پاراگوئه بود.
از باشگاه‌هایی که در آن بازی کرده‌است می‌توان به باشگاه فوتبال رئال مادرید، گرانادا و باشگاه فوتبال سویا اشاره کرد.
وی همچنین در تیم ملی فوتبال پاراگوئه بازی کرده‌است.